# جاك مردوخ
جاك مردوخ هو مجدف كندي، ولد في 18 يوليو 1908 في تورونتو في كندا، وتوفي في 10 أكتوبر 1944 في مملكة هولندا.

## وصلات خارجية
- جاك مردوخ على موقع الاتحاد الدولي للتجديف (الإنجليزية)
- جاك مردوخ على موقع اللجنة الأولمبية الدولية (الإنجليزية)
- جاك مردوخ على موقع أوليمبيديا (الإنجليزية)